# La folgore nera
La folgore nera (Pincher Martin) è il terzo romanzo di William Golding.
La storia narra la sorte di un naufrago, Christopher Hadley Martin, alla deriva nella notte nell'Oceano Atlantico settentrionale. Martin riesce a raggiungere uno scoglio isolato, l'isola di Rockall, dove sopravvive solitario bevendo acqua piovana, nutrendosi di molluschi, anemoni di mare e della speranza di venire salvato. Confrontandosi coi lati oscuri della sua vita passata scivolerà via via verso la follia.
Il libro mostra diverse similitudini con l'opera più celebre di Golding, Il signore delle mosche. Negli anni Sessanta La folgore nera fu un libro di culto presso il pubblico inglese, anche se molto discusso e controverso fu il suo finale a sorpresa. Negli Stati Uniti il libro venne pubblicato inizialmente con un nuovo titolo, The Two Deaths of Christopher Martin, ma nelle edizioni successive fu ripristinato il titolo originale.

## Edizioni
- William Golding, La folgore nera, traduzione di Giorgio Monicelli, collana Piramide, Aldo Martello editore, 1963,  p. 231.